# Schiacallia tristis
Schiacallia tristis är en skalbaggsart som beskrevs av Maria Helena M. Galileo och Martins 1991. Schiacallia tristis ingår i släktet Schiacallia och familjen långhorningar. Inga underarter finns listade i Catalogue of Life.